# エンセニクリン
エンセニクリン（Encenicline、開発コードMT-4666）は選択的α7ニコチン受容体部分作動薬である。統合失調症等における認識機能障害の治療薬として第III相臨床試験が実施されている。消化器系の重篤な副作用が発生してアルツハイマー型認知症の国際共同治験に米国FDAが実施保留命令を下した事から、同治験への日本からの参加が中止された。日本で進行中の第II相臨床試験は薬剤の投与が終了しており、開発が継続される可能性がある。